# Hydra parva
Hydra parva är en nässeldjursart som beskrevs av Itô 1947. Hydra parva ingår i släktet Hydra och familjen Hydridae. Inga underarter finns listade i Catalogue of Life.